# リエル・アバダ
リエル・アバダ（ヘブライ語: ליאל עבדה, ラテン文字転写: Liel Abada, 2001年10月3日 - ）は、イスラエル・中央地区ペタフ・ティクヴァ出身のプロサッカー選手。メジャーリーグサッカー・シャーロットFC所属。ポジションはミッドフィールダー。

## クラブ経歴
5歳の時にハポエル・ペタク・チクヴァFCのユースアカデミーに入所し、2014年にマッカビ・ペタク・チクヴァFCのユースアカデミーに入所。2019年にトップチームに昇格。1月19日のハポエル・ベエルシェバFC戦でプロデビュー。
2021年7月15日、セルティックFCと5年契約を締結したことが発表された。
2024年3月8日、シャーロットFCに移籍した。

## 代表経歴
2017年からユース世代のイスラエル代表に随時招集され、主力として活躍。2021年3月にフル代表初招集。4月1日の2022 FIFAワールドカップ・ヨーロッパ予選のモルドバ戦で代表デビューを果たした。